# Норт Сан Педро (Тексас)
Норт Сан Педро (енгл. North San Pedro) насељено је место без административног статуса у америчкој савезној држави Тексас.

## Демографија
По попису из 2010. године број становника је 895, што је 25 (-2,7%) становника мање него 2000. године.
| Група             | 2000.       | 2010.       |
| Белци             | 11 (1,2%)   | 13 (1,5%)   |
| Афроамериканци    | 0 (0,0%)    | 0 (0,0%)    |
| Азијати           | 0 (0,0%)    | 0 (0,0%)    |
| Хиспаноамериканци | 908 (98,7%) | 880 (98,3%) |
| Укупно            | 920         | 895         |